# Озеро Журавлине
О́зеро Журавли́не — гідрологічна пам'ятка природи місцевого значення в Україні. Об'єкт природно-заповідного фонду Сумської області.
Розташована в межах Сумського району Сумської області, на північний схід від села Стінка.

## Опис
Площа 1,9 га. Статус надано згідно з рішенням облвиконкому від 23.12.1981 року № 609. Перебуває у віданні: Верхньосироватська сільська рада, ДП «Сумський агролісгосп» (кв. 30, вид. 10).
Статус надано для збереження мальовничого лісового озера в заплаві річки Сироватка. Посеред озера розташований острів, порослий вільхою та березою, довкола озера — переважно сосновий ліс.

## Історія

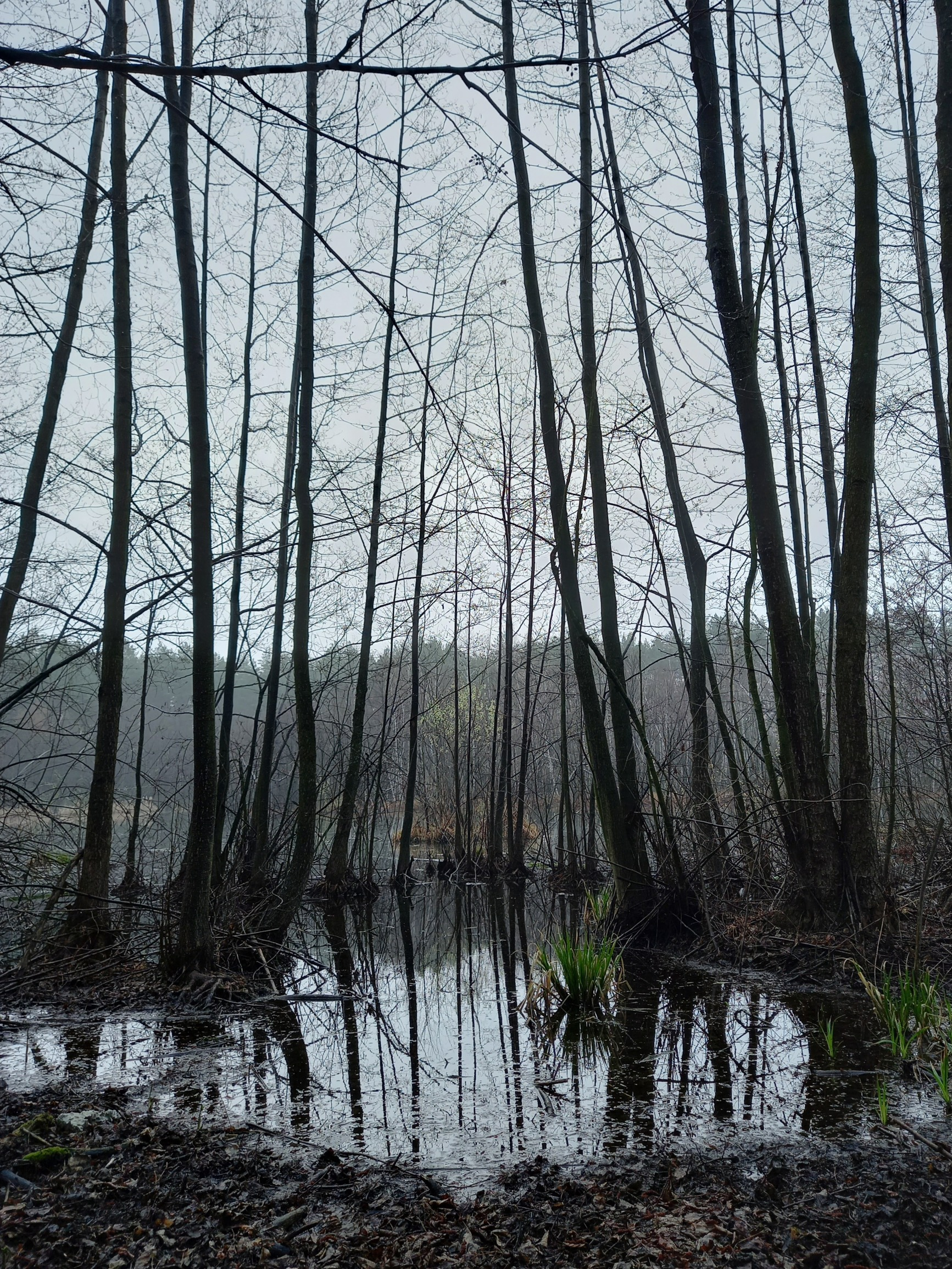

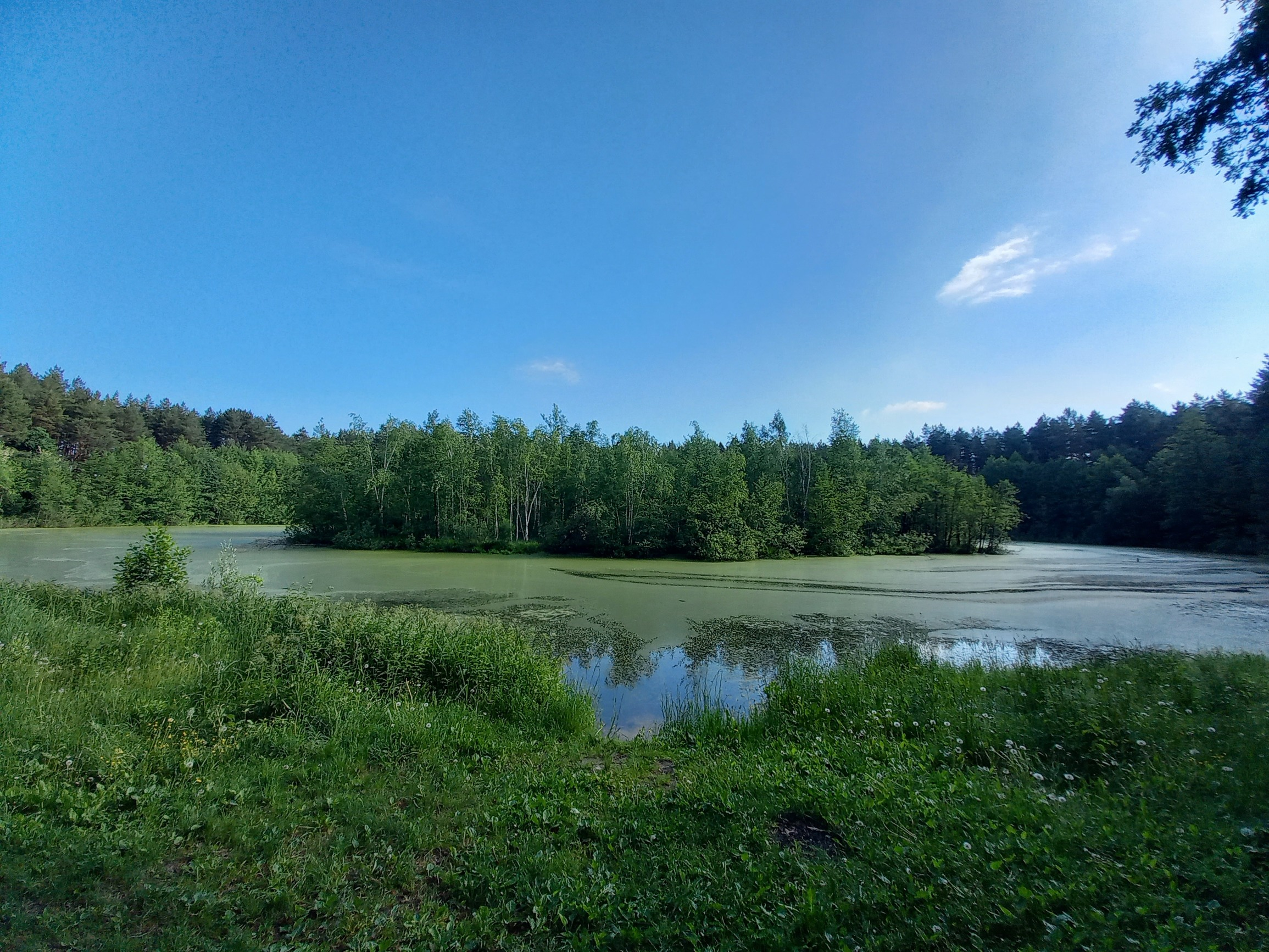

Утворене у результаті метеоритного удару 18 липня 1740 року (найбільший кратер від падіння уламка цього метеориту). Від близького розташування до річки Сироватка, кратер наповнився водою, заріс торфом.
На початку ХХ століття поміщики Золотницькі (село Залізняк) видобували торф з озера за допомогою торфорізної машини. В центрі висохлого озера машина провалилась, озеро знову затопилось. На базі полишеної машини утворився острів, котрий поріс спочатку трав'янистими, пізніше — деревними рослинами.
У 1980—2010 роках озеро — популярне місце відпочинку. Навколо хвойний ліс, в озері м'яка йодована вода, поруч — невелика база відпочинку. На 2021 рік озеро поросло ряскою, перебуває у запустінні.

## Галерея

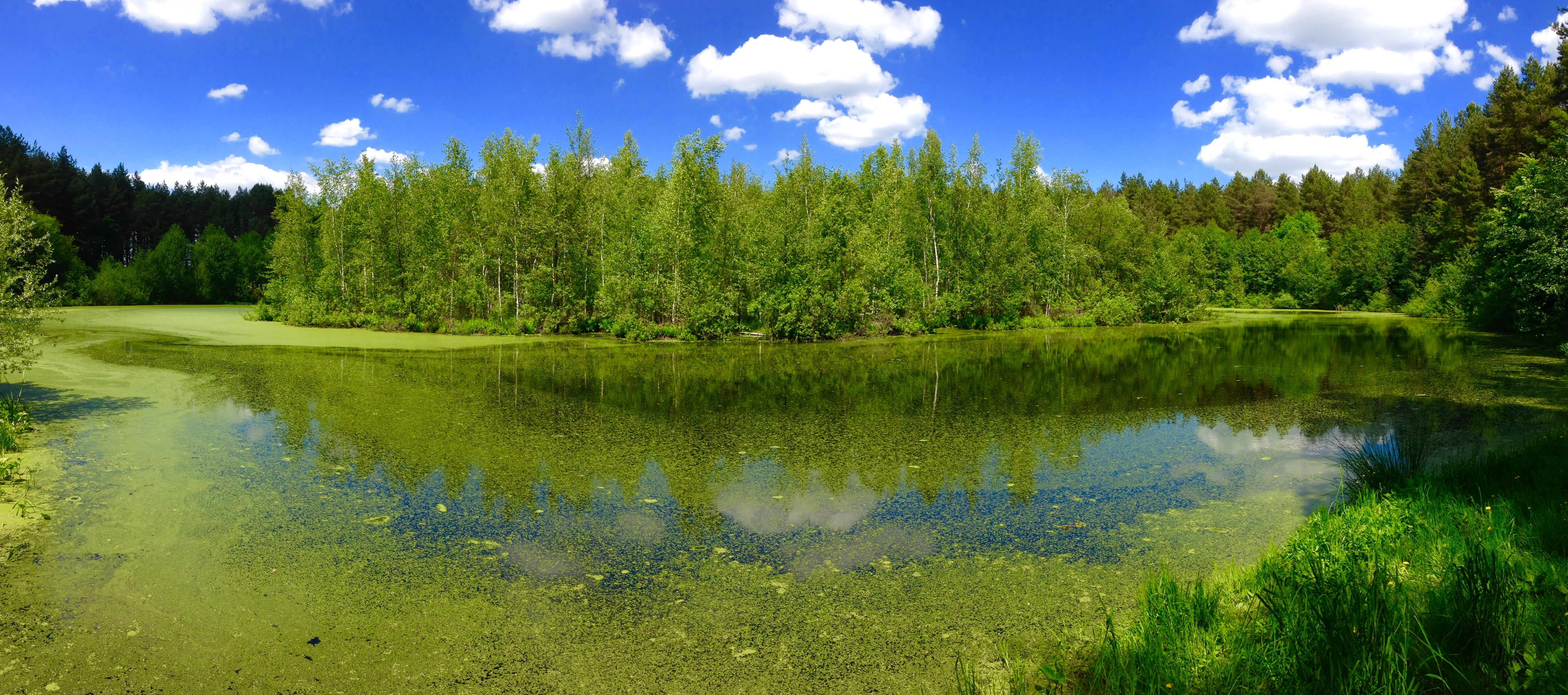
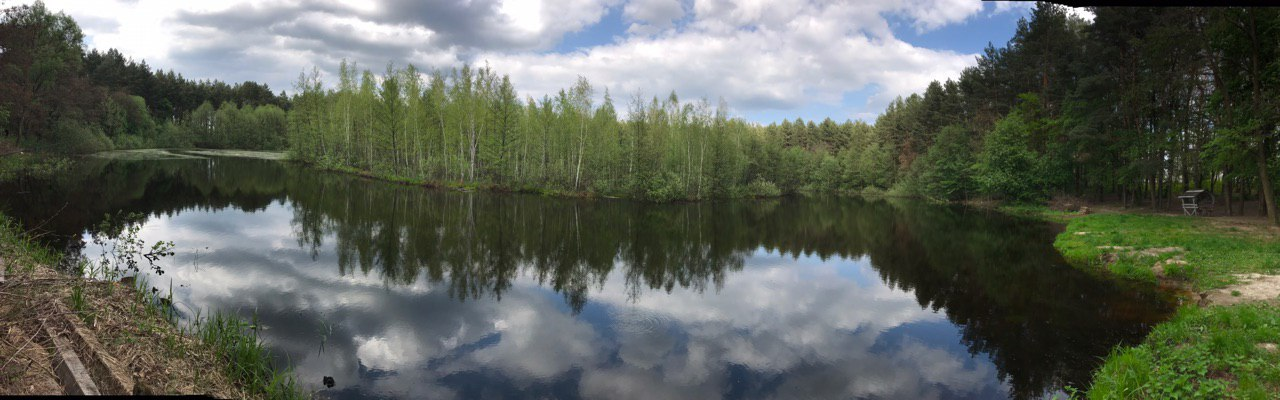
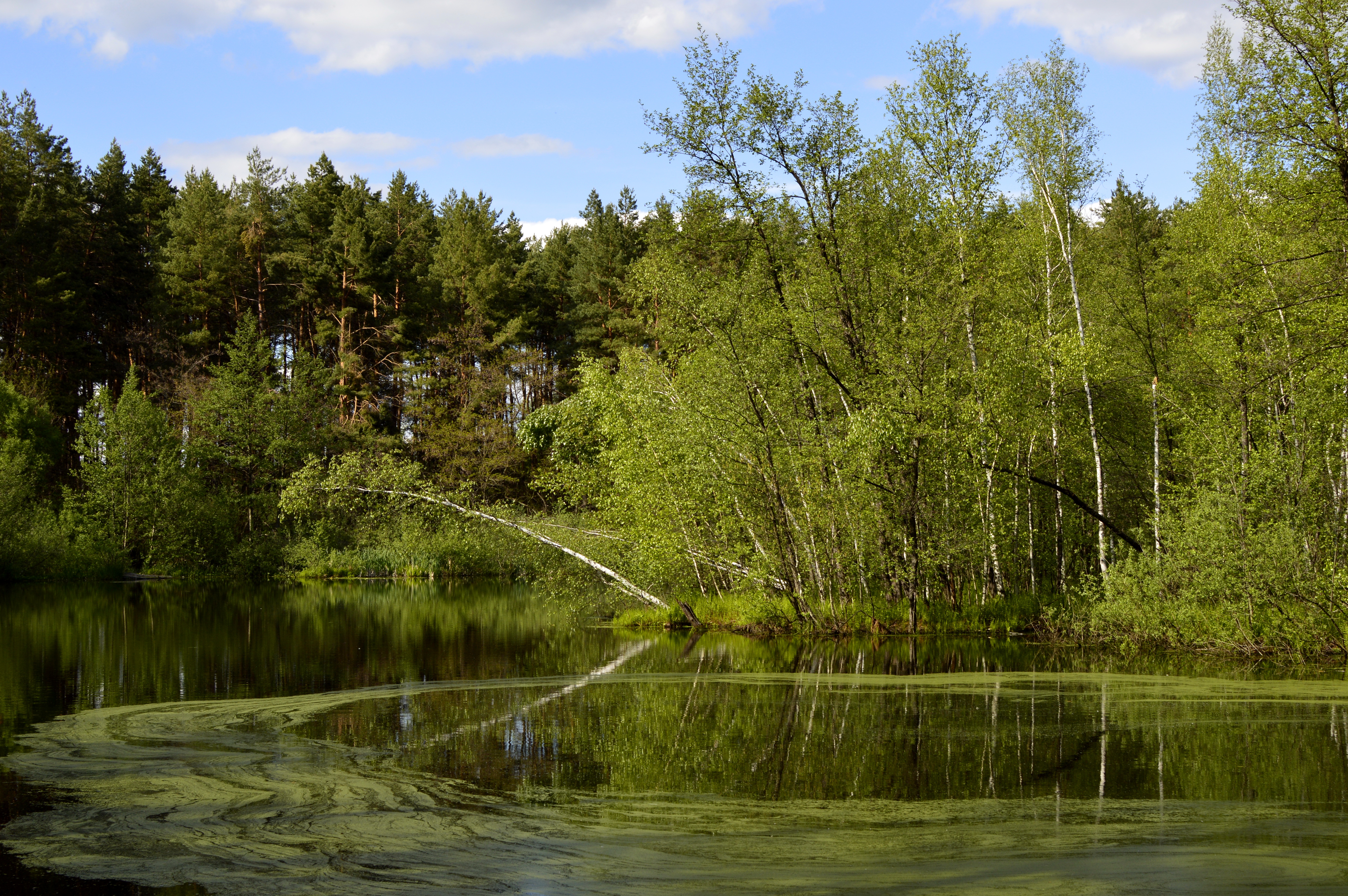
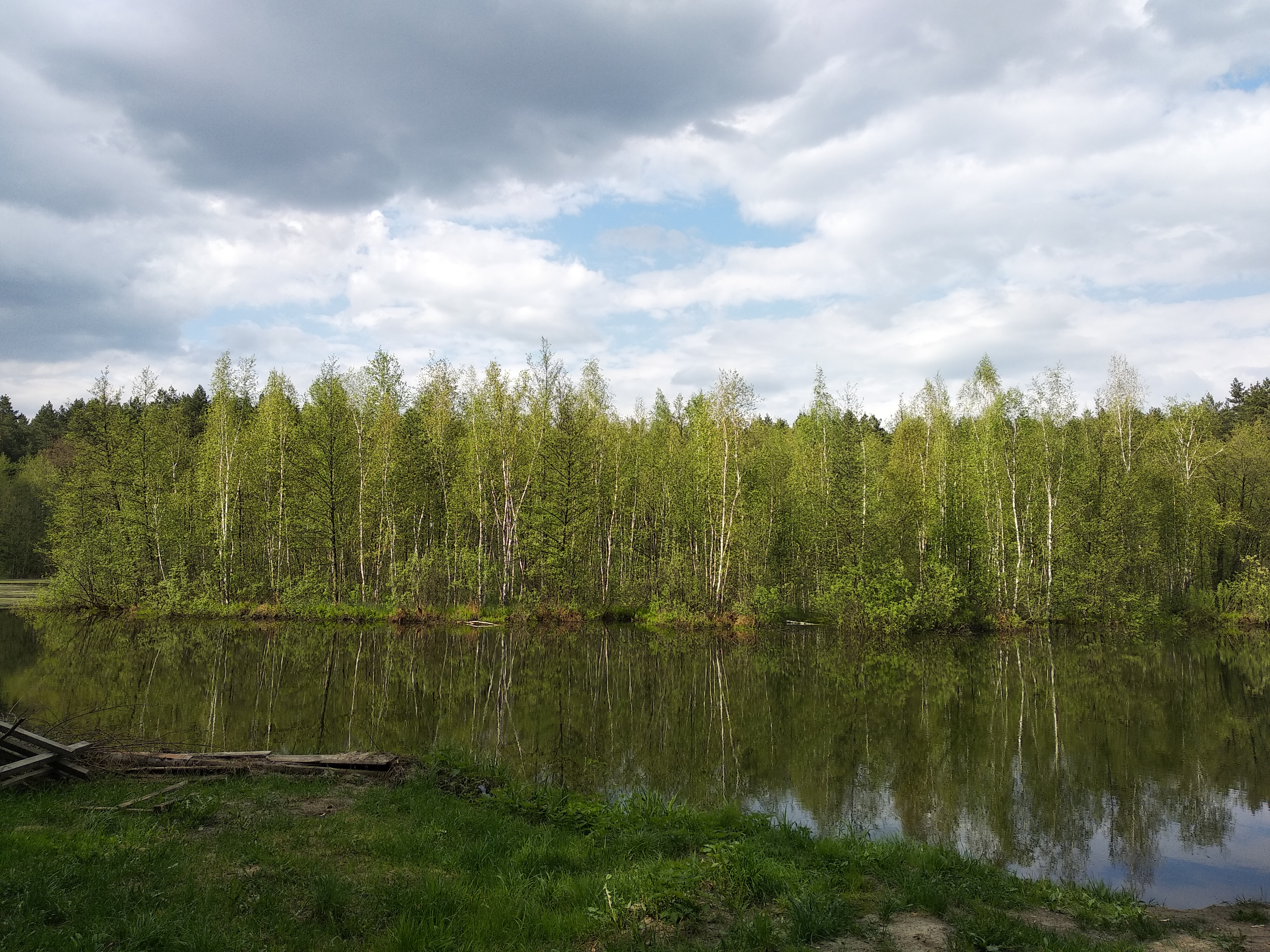